# Avril Lavigne/Auszeichnungen für Musikverkäufe

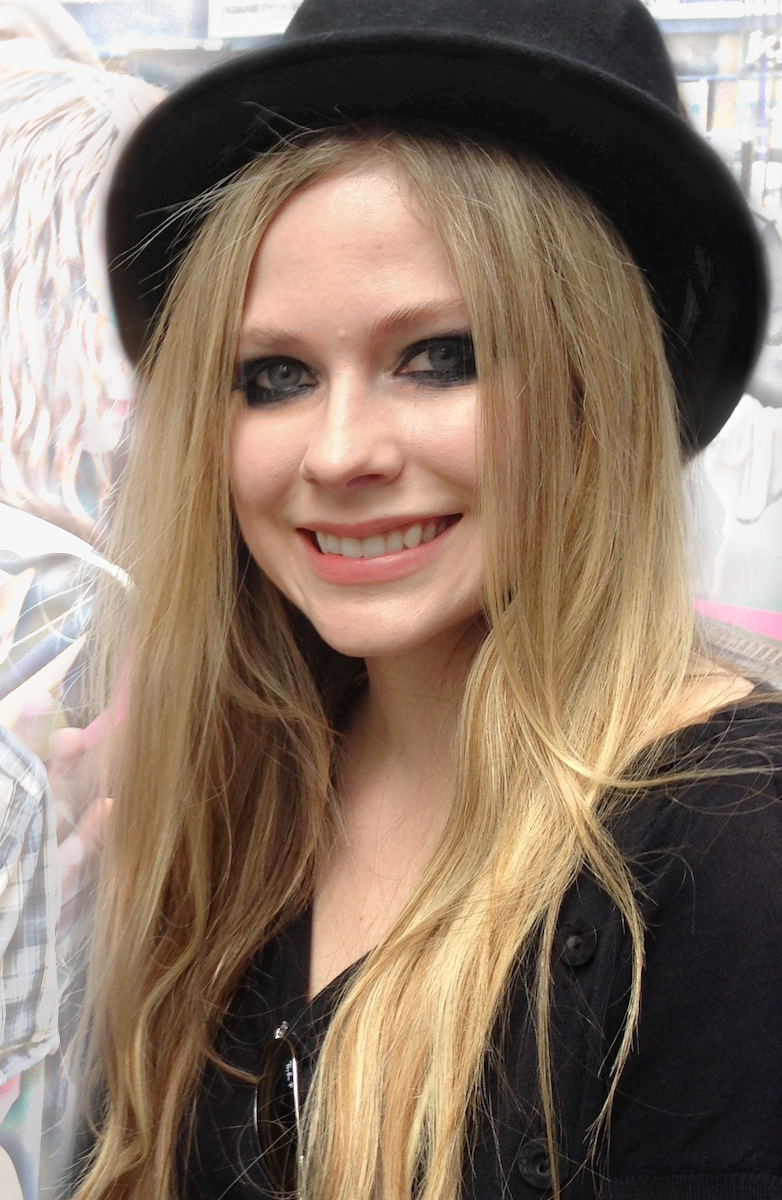
Avril Lavigne (2013)

Dies ist eine Übersicht über die Auszeichnungen für Musikverkäufe der kanadischen Pop-Rock-Sängerin Avril Lavigne. Die Auszeichnungen finden sich nach ihrer Art (Gold, Platin usw.), nach Staaten getrennt in chronologischer Reihenfolge, geordnet sowie nach den Tonträgern selbst, ebenfalls in chronologischer Reihenfolge, getrennt nach Medium (Alben, Singles usw.), wieder.

## Auszeichnungen
| - Portugal - 2004: für das Album Under My Skin - Vereinigtes Königreich - 2019: für das Album Avril Lavigne - 2021: für die Single Here’s to Never Growing Up - 2025: für das Album Greatest Hits - Australien - 2004: für die Autorenbeteiligung Breakaway (Kelly Clarkson) - 2004: für die Single Don’t Tell Me - 2004: für die Single My Happy Ending - 2007: für die Single Hot - 2011: für das Album Goodbye Lullaby - Belgien - 2002: für die Single Complicated - 2003: für das Album Let Go - 2004: für das Album Under My Skin - 2007: für die Single Girlfriend - 2007: für das Album The Best Damn Thing - Brasilien - 2012: für das Album Goodbye Lullaby - 2014: für das Album Avril Lavigne - 2022: für die Single I Fell in Love with the Devil - 2022: für die Single Bite Me - Dänemark - 2021: für die Single Complicated - 2024: für das Album Head Above Water - 2024: für die Single Sk8er Boi - 2025: für die Single Girlfriend - Deutschland - 2004: für das Album Under My Skin - 2022: für die Single Complicated - 2022: für die Single Sk8er Boi - 2022: für die Single Girlfriend - Finnland - 2003: für das Album Let Go - Frankreich - 2004: für das Album Under My Skin - 2007: für das Album The Best Damn Thing - Griechenland - 2003: für das Album Let Go - 2004: für das Album Under My Skin - 2007: für das Album The Best Damn Thing - Indonesien - 2012: für das Album Goodbye Lullaby - Italien - 2011: für das Album Goodbye Lullaby - 2011: für die Single What the Hell - 2024: für das Album Let Go - Japan - 2005: für das Videoalbum My World - 2005: für das Videoalbum Live at Budokan: Bonez–Tour - 2012: für die Single Complicated (Mobile Downloads) - 2012: für die Single Alice (Mobile Downloads) - 2013: für das Album Avril Lavigne - 2014: für die Single When You’re Gone (Digital) - 2014: für die Single Rock n Roll (Digital) - 2014: für die Single Bad Reputation (Digital) - Kanada - 2006: für die Autorenbeteiligung Breakaway (Kelly Clarkson) - 2011: für das Videoalbum The Best Damn Tour – Live in Toronto - 2024: für die Single Nobody’s Home - Mexiko - 2016: für die Single What the Hell - 2020: für das Album Avril Lavigne - Neuseeland - 2003: für die Single I’m with You - 2004: für das Album Under My Skin - 2014: für die Single Here’s to Never Growing Up - 2019: für das Album Goodbye Lullaby - 2022: für die Single When You’re Gone - 2023: für die Single Head Above Water - 2025: für die Single My Happy Ending - 2025: für das Album Greatest Hits - Österreich - 2002: für die Single Complicated - 2007: für die Single Girlfriend - Polen - 2002: für das Album Let Go - 2007: für das Album The Best Damn Thing - Portugal - 2003: für das Album Let Go - 2007: für das Album The Best Damn Thing - 2022: für die Single Complicated - Russland - 2011: für das Album Goodbye Lullaby - Schweden - 2002: für die Single Complicated - 2012: für die Single Cheers (Drink to That) - Schweiz - 2002: für die Single Complicated - Singapur - 2012: für das Album Goodbye Lullaby - 2019: für das Album Let Go - 2019: für das Album Under My Skin - Spanien - 2004: für das Album Under My Skin - Tschechien - 2012: für das Album Goodbye Lullaby - Ungarn - 2003: für das Album Let Go - 2007: für das Album The Best Damn Thing - Vereinigte Staaten - 2003: für die Videosingle Losing Grip / Complicated - 2004: für die Single Don’t Tell Me - 2005: für die Autorenbeteiligung Breakaway (Kelly Clarkson) - 2006: für die Single Nobody’s Home - 2018: für das Album Goodbye Lullaby - 2018: für das Album Avril Lavigne - Vereinigtes Königreich - 2014: für das Videoalbum My World - 2018: für das Album Goodbye Lullaby - 2021: für die Single When You’re Gone - 2023: für die Autorenbeteiligung Breakaway (Kelly Clarkson) - 2023: für die Autorenbeteiligung Cheers (Drink to That) (Rihanna) - 2025: für die Single My Happy Ending | - Argentinien - 2003: für das Videoalbum My World - Australien - 2002: für die Single Sk8er Boi - 2003: für das Videoalbum My World - 2004: für das Album Under My Skin - 2007: für die Single When You’re Gone - 2011: für die Single Smile - 2013: für die Single Here’s to Never Growing Up - Brasilien - 2005: für das Album Under My Skin - 2005: für das Videoalbum My World - 2008: für die Single Complicated - 2008: für die Single Girlfriend - 2008: für die Single When You’re Gone - 2008: für die Single My Happy Ending - 2008: für die Single The Best Damn Thing - 2008: für das Album The Best Damn Thing - 2008: für die Single Nobody’s Home - 2008: für die Single Sk8er Boi - Deutschland - 2023: für das Album The Best Damn Thing - Europa - 2004: für das Album Under My Skin - 2007: für das Album The Best Damn Thing - Frankreich - 2003: für das Album Let Go - 2004: für das Videoalbum My World - Hongkong - 2011: für das Album Goodbye Lullaby - Italien - 2024: für die Single Complicated - Japan - 2011: für das Album Goodbye Lullaby - Kanada - 2007: für die Single Keep Holding On - 2011: für das Album Goodbye Lullaby - 2024: für die Single Let Me Go - 2024: für das Album Avril Lavigne - 2024: für die Single I’m with You - 2024: für die Single My Happy Ending - 2025: für die Single Bite Me - Mexiko - 2005: für das Album Under My Skin - 2007: für das Album The Best Damn Thing - Neuseeland - 2011: für die Autorenbeteiligung Cheers (Drink to That) (Rihanna) - 2016: für die Single What the Hell - 2019: für das Album The Best Damn Thing - 2021: für die Single Girlfriend - Niederlande - 2003: für das Album Let Go - Norwegen - 2002: für das Album Let Go - 2002: für die Single Complicated - Österreich - 2002: für das Album Let Go - 2005: für das Album Under My Skin - 2007: für das Album The Best Damn Thing - Russland - 2004: für das Album Under My Skin - Schweden - 2003: für das Album Let Go - Schweiz - 2004: für das Album Under My Skin - 2007: für das Album The Best Damn Thing - Spanien - 2003: für das Album Let Go - 2024: für die Single Complicated - Taiwan - 2012: für das Album Goodbye Lullaby - Vereinigte Staaten - 2003: für die Videosingle I’m with You / Sk8er Boi - 2007: für den Mastertone Girlfriend - 2008: für die Single Keep Holding On - 2021: für die Single Head Above Water - 2022: für die Single I’m with You - 2024: für die Single Smile - Vereinigtes Königreich - 2013: für das Album The Best Damn Thing - 2020: für die Single Girlfriend - 2024: für die Single What the Hell - 2025: für die Single I'm with You - Deutschland - 2004: für das Album Let Go | - Argentinien - 2004: für das Album Under My Skin - 2007: für das Album The Best Damn Thing - Australien - 2002: für die Single Complicated - 2007: für das Album The Best Damn Thing - 2011: für die Single What the Hell - Brasilien - 2003: für das Album Let Go - 2022: für die Single Head Above Water - Europa - 2003: für das Album Let Go - Irland - 2007: für das Album The Best Damn Thing - Japan - 2014: für die Single What the Hell (Digital) - Kanada - 2007: für den Ringtone Girlfriend - 2007: für das Album The Best Damn Thing - 2020: für die Single Head Above Water - 2024: für die Single When You’re Gone - Neuseeland - 2023: für die Single Sk8er Boi - Schweiz - 2005: für das Album Let Go - Vereinigte Staaten - 2015: für die Autorenbeteiligung Cheers (Drink to That) (Rihanna) - 2018: für das Album The Best Damn Thing - 2024: für die Single My Happy Ending - 2024: für die Single Here’s to Never Growing Up - 2024: für die Single When You’re Gone - Vereinigtes Königreich - 2013: für das Album Under My Skin - 2023: für die Single Complicated - 2024: für die Single Sk8er Boi - Argentinien - 2003: für das Album Let Go - Australien - 2015: für die Autorenbeteiligung Cheers (Drink to That) (Rihanna) - Dänemark - 2018: für das Album Let Go - Japan - 2014: für die Single Girlfriend (Digital) - Kanada - 2010: für die Single Wavin’ Flag - 2024: für die Single Here’s to Never Growing Up - 2024: für die Single Sk8er Boi - Neuseeland - 2024: für die Single Complicated - Taiwan - 2013: für das Album Avril Lavigne - Vereinigte Staaten - 2006: für das Album Under My Skin - 2024: für die Single Sk8er Boi - Australien - 2007: für die Single Girlfriend - Kanada - 2024: für die Single What the Hell - 2024: für die Single Girlfriend - 2024: für die Single Complicated - Russland - 2007: für das Album The Best Damn Thing - Vereinigte Staaten - 2024: für die Single Complicated - 2024: für die Single What the Hell - Kanada - 2006: für das Album Under My Skin - Neuseeland - 2003: für das Album Let Go - Taiwan - 2003: für das Album Let Go - Vereinigtes Königreich - 2016: für das Album Let Go - Australien - 2003: für das Album Let Go - Kanada - 2006: für das Videoalbum My World - Vereinigte Staaten - 2018: für das Album Let Go - 2024: für die Single Girlfriend - Japan - 2003: für das Album Let Go - 2004: für das Album Under My Skin - 2007: für den Ringtone Girlfriend - 2008: für das Album The Best Damn Thing - Kanada - 2003: für das Album Let Go |

## Auszeichnungen nach Alben

### Let Go
| Land/Region                  | Auszeichnungen für Musikverkäufe (Land/Region, Auszeichnung, Verkäufe) | Verkäufe    |
| ---------------------------- | ---------------------------------------------------------------------- | ----------- |
| Argentinien (CAPIF)          | 3× Platin                                                              | 120.000     |
| Australien (ARIA)            | 7× Platin                                                              | 490.000     |
| Belgien (BRMA)               | Gold                                                                   | 25.000      |
| Brasilien (PMB)              | 2× Platin                                                              | 250.000     |
| Dänemark (IFPI)              | 3× Platin                                                              | 60.000      |
| Deutschland (BVMI)           | 3× Gold                                                                | 450.000     |
| Europa (IFPI)                | 2× Platin                                                              | (2.000.000) |
| Finnland (IFPI)              | Gold                                                                   | 16.256      |
| Frankreich (SNEP)            | Platin                                                                 | 300.000     |
| Griechenland (IFPI)          | Gold                                                                   | 10.000      |
| Italien (FIMI)               | Gold                                                                   | 25.000      |
| Japan (RIAJ)                 | Diamant                                                                | 1.000.000   |
| Kanada (MC)                  | Diamant                                                                | 1.000.000   |
| Neuseeland (RMNZ)            | 5× Platin                                                              | 75.000      |
| Niederlande (NVPI)           | Platin                                                                 | 80.000      |
| Norwegen (IFPI)              | Platin                                                                 | 30.000      |
| Österreich (IFPI)            | Platin                                                                 | 40.000      |
| Polen (ZPAV)                 | Gold                                                                   | 10.000      |
| Portugal (AFP)               | Gold                                                                   | 20.000      |
| Schweden (IFPI)              | Platin                                                                 | 60.000      |
| Schweiz (IFPI)               | 2× Platin                                                              | 80.000      |
| Singapur (RIAS)              | Gold                                                                   | 5.000       |
| Spanien (Promusicae)         | Platin                                                                 | 100.000     |
| Taiwan (RIT)                 | 5× Platin                                                              | 150.000     |
| Ungarn (MAHASZ)              | Gold                                                                   | 15.000      |
| Vereinigte Staaten (RIAA)    | 7× Platin                                                              | 7.000.000   |
| Vereinigtes Königreich (BPI) | 6× Platin                                                              | 1.820.000   |
| Insgesamt                    | 9× Gold · 49× Platin · 2× Diamant ·                                    | 13.231.256  |

### Under My Skin
| Land/Region                  | Auszeichnungen für Musikverkäufe (Land/Region, Auszeichnung, Verkäufe) | Verkäufe    |
| ---------------------------- | ---------------------------------------------------------------------- | ----------- |
| Argentinien (CAPIF)          | 2× Platin                                                              | 80.000      |
| Australien (ARIA)            | Platin                                                                 | 70.000      |
| Belgien (BRMA)               | Gold                                                                   | 25.000      |
| Brasilien (PMB)              | Platin                                                                 | 125.000     |
| Deutschland (BVMI)           | Gold                                                                   | 100.000     |
| Europa (IFPI)                | Platin                                                                 | (1.000.000) |
| Frankreich (SNEP)            | Gold                                                                   | 100.000     |
| Griechenland (IFPI)          | Gold                                                                   | 10.000      |
| Japan (RIAJ)                 | Diamant                                                                | 1.000.000   |
| Kanada (MC)                  | 5× Platin                                                              | 500.000     |
| Mexiko (AMPROFON)            | Platin                                                                 | 100.000     |
| Neuseeland (RMNZ)            | Gold                                                                   | 7.500       |
| Österreich (IFPI)            | Platin                                                                 | 30.000      |
| Portugal (AFP)               | Silber                                                                 | 10.000      |
| Russland (NFPF)              | Platin                                                                 | 20.000      |
| Schweiz (IFPI)               | Platin                                                                 | 40.000      |
| Singapur (RIAS)              | Gold                                                                   | 5.000       |
| Spanien (Promusicae)         | Gold                                                                   | 50.000      |
| Vereinigte Staaten (RIAA)    | 3× Platin                                                              | 3.200.000   |
| Vereinigtes Königreich (BPI) | 2× Platin                                                              | 670.000     |
| Insgesamt                    | 1× Silber · 7× Gold · 19× Platin · 1× Diamant ·                        | 6.142.500   |

### The Best Damn Thing
| Land/Region                  | Auszeichnungen für Musikverkäufe (Land/Region, Auszeichnung, Verkäufe) | Verkäufe    |
| ---------------------------- | ---------------------------------------------------------------------- | ----------- |
| Argentinien (CAPIF)          | 2× Platin                                                              | 80.000      |
| Australien (ARIA)            | 2× Platin                                                              | 140.000     |
| Belgien (BRMA)               | Gold                                                                   | 15.000      |
| Brasilien (PMB)              | Platin                                                                 | 60.000      |
| Deutschland (BVMI)           | Platin                                                                 | 200.000     |
| Europa (IFPI)                | Platin                                                                 | (1.000.000) |
| Frankreich (SNEP)            | Gold                                                                   | 75.000      |
| Griechenland (IFPI)          | Gold                                                                   | 7.500       |
| Irland (IRMA)                | 2× Platin                                                              | 30.000      |
| Italien (FIMI)               | —                                                                      | 120.000     |
| Japan (RIAJ)                 | Diamant                                                                | 1.000.000   |
| Kanada (MC)                  | 2× Platin                                                              | 279.000     |
| Mexiko (AMPROFON)            | Platin                                                                 | 100.000     |
| Neuseeland (RMNZ)            | Platin                                                                 | 15.000      |
| Österreich (IFPI)            | Platin                                                                 | 20.000      |
| Polen (ZPAV)                 | Gold                                                                   | 10.000      |
| Portugal (AFP)               | Gold                                                                   | 10.000      |
| Russland (NFPF)              | 4× Platin                                                              | 80.000      |
| Schweiz (IFPI)               | Platin                                                                 | 30.000      |
| Ungarn (MAHASZ)              | Gold                                                                   | 3.000       |
| Vereinigte Staaten (RIAA)    | 2× Platin                                                              | 2.000.000   |
| Vereinigtes Königreich (BPI) | Platin                                                                 | 491.000     |
| Insgesamt                    | 6× Gold · 22× Platin · 1× Diamant ·                                    | 4.765.500   |

### Goodbye Lullaby
| Land/Region                  | Auszeichnungen für Musikverkäufe (Land/Region, Auszeichnung, Verkäufe) | Verkäufe  |
| ---------------------------- | ---------------------------------------------------------------------- | --------- |
| Australien (ARIA)            | Gold                                                                   | 35.000    |
| Brasilien (PMB)              | Gold                                                                   | 20.000    |
| Hongkong (IFPI/HKRIA)        | Platin                                                                 | 15.000    |
| Indonesien (ASIRI)           | Gold                                                                   | 5.000     |
| Italien (FIMI)               | Gold                                                                   | 30.000    |
| Japan (RIAJ)                 | Platin                                                                 | 250.000   |
| Kanada (MC)                  | Platin                                                                 | 80.000    |
| Neuseeland (RMNZ)            | Gold                                                                   | 7.500     |
| Russland (NFPF)              | Gold                                                                   | 10.000    |
| Singapur (RIAS)              | Gold                                                                   | 5.000     |
| Taiwan (RIT)                 | Platin                                                                 | 10.000    |
| Tschechien (IFPI)            | Gold                                                                   | 2.500     |
| Vereinigte Staaten (RIAA)    | Gold                                                                   | 500.000   |
| Vereinigtes Königreich (BPI) | Gold                                                                   | 100.000   |
| Insgesamt                    | 10× Gold · 4× Platin ·                                                 | 1.070.000 |

### Avril Lavigne
| Land/Region                  | Auszeichnungen für Musikverkäufe (Land/Region, Auszeichnung, Verkäufe) | Verkäufe |
| ---------------------------- | ---------------------------------------------------------------------- | -------- |
| Brasilien (PMB)              | Gold                                                                   | 20.000   |
| Japan (RIAJ)                 | Gold                                                                   | 100.000  |
| Kanada (MC)                  | Platin                                                                 | 80.000   |
| Mexiko (AMPROFON)            | Gold                                                                   | 30.000   |
| Taiwan (RIT)                 | 3× Platin                                                              | 45.000   |
| Vereinigte Staaten (RIAA)    | Gold                                                                   | 500.000  |
| Vereinigtes Königreich (BPI) | Silber                                                                 | 60.000   |
| Insgesamt                    | 1× Silber · 4× Gold · 4× Platin ·                                      | 815.000  |

### Head Above Water
| Land/Region     | Auszeichnungen für Musikverkäufe (Land/Region, Auszeichnung, Verkäufe) | Verkäufe |
| --------------- | ---------------------------------------------------------------------- | -------- |
| Dänemark (IFPI) | Gold                                                                   | 10.000   |
| Insgesamt       | 1× Gold ·                                                              | 10.000   |

### Greatest Hits
| Land/Region                  | Auszeichnungen für Musikverkäufe (Land/Region, Auszeichnung, Verkäufe) | Verkäufe |
| ---------------------------- | ---------------------------------------------------------------------- | -------- |
| Neuseeland (RMNZ)            | Gold                                                                   | 7.500    |
| Vereinigtes Königreich (BPI) | Silber                                                                 | 60.000   |
| Insgesamt                    | 1× Silber · 1× Gold ·                                                  | 67.500   |

## Auszeichnungen nach Singles

### Complicated
| Land/Region                  | Auszeichnungen für Musikverkäufe (Land/Region, Auszeichnung, Verkäufe) | Verkäufe  |
| ---------------------------- | ---------------------------------------------------------------------- | --------- |
| Australien (ARIA)            | 2× Platin                                                              | 140.000   |
| Belgien (BRMA)               | Gold                                                                   | 25.000    |
| Brasilien (PMB)              | Platin                                                                 | 60.000    |
| Dänemark (IFPI)              | Gold                                                                   | 45.000    |
| Deutschland (BVMI)           | Gold                                                                   | 250.000   |
| Italien (FIMI)               | Platin                                                                 | 100.000   |
| Japan (RIAJ)                 | Gold                                                                   | 100.000   |
| Kanada (MC)                  | 4× Platin                                                              | 320.000   |
| Neuseeland (RMNZ)            | 3× Platin                                                              | 90.000    |
| Norwegen (IFPI)              | Platin                                                                 | 10.000    |
| Österreich (IFPI)            | Gold                                                                   | 15.000    |
| Portugal (AFP)               | Gold                                                                   | 5.000     |
| Schweden (IFPI)              | Gold                                                                   | 15.000    |
| Schweiz (IFPI)               | Gold                                                                   | 20.000    |
| Spanien (Promusicae)         | Platin                                                                 | 60.000    |
| Vereinigte Staaten (RIAA)    | 4× Platin                                                              | 4.000.000 |
| Vereinigtes Königreich (BPI) | 2× Platin                                                              | 1.200.000 |
| Insgesamt                    | 8× Gold · 19× Platin ·                                                 | 6.455.000 |

### Sk8er Boi
| Land/Region                  | Auszeichnungen für Musikverkäufe (Land/Region, Auszeichnung, Verkäufe) | Verkäufe  |
| ---------------------------- | ---------------------------------------------------------------------- | --------- |
| Australien (ARIA)            | Platin                                                                 | 70.000    |
| Brasilien (PMB)              | Platin                                                                 | 60.000    |
| Dänemark (IFPI)              | Gold                                                                   | 45.000    |
| Deutschland (BVMI)           | Gold                                                                   | 250.000   |
| Kanada (MC)                  | 3× Platin                                                              | 240.000   |
| Neuseeland (RMNZ)            | 2× Platin                                                              | 60.000    |
| Vereinigte Staaten (RIAA)    | 3× Platin                                                              | 3.000.000 |
| Vereinigtes Königreich (BPI) | 2× Platin                                                              | 1.200.000 |
| Insgesamt                    | 2× Gold · 12× Platin ·                                                 | 4.925.000 |

### I’m with You
| Land/Region                  | Auszeichnungen für Musikverkäufe (Land/Region, Auszeichnung, Verkäufe) | Verkäufe  |
| ---------------------------- | ---------------------------------------------------------------------- | --------- |
| Kanada (MC)                  | Platin                                                                 | 80.000    |
| Neuseeland (RMNZ)            | Gold                                                                   | 5.000     |
| Vereinigte Staaten (RIAA)    | Platin                                                                 | 1.000.000 |
| Vereinigtes Königreich (BPI) | Platin                                                                 | 600.000   |
| Insgesamt                    | 1× Gold · 3× Platin ·                                                  | 1.685.000 |

### Don’t Tell Me
| Land/Region               | Auszeichnungen für Musikverkäufe (Land/Region, Auszeichnung, Verkäufe) | Verkäufe |
| ------------------------- | ---------------------------------------------------------------------- | -------- |
| Australien (ARIA)         | Gold                                                                   | 35.000   |
| Vereinigte Staaten (RIAA) | Gold                                                                   | 500.000  |
| Insgesamt                 | 2× Gold ·                                                              | 535.000  |

### My Happy Ending
| Land/Region                  | Auszeichnungen für Musikverkäufe (Land/Region, Auszeichnung, Verkäufe) | Verkäufe  |
| ---------------------------- | ---------------------------------------------------------------------- | --------- |
| Australien (ARIA)            | Gold                                                                   | 35.000    |
| Brasilien (PMB)              | Platin                                                                 | 60.000    |
| Kanada (MC)                  | Platin                                                                 | 80.000    |
| Neuseeland (RMNZ)            | Gold                                                                   | 15.000    |
| Vereinigte Staaten (RIAA)    | 2× Platin                                                              | 2.000.000 |
| Vereinigtes Königreich (BPI) | Gold                                                                   | 400.000   |
| Insgesamt                    | 3× Gold · 4× Platin ·                                                  | 2.590.000 |

### Nobody’s Home
| Land/Region               | Auszeichnungen für Musikverkäufe (Land/Region, Auszeichnung, Verkäufe) | Verkäufe |
| ------------------------- | ---------------------------------------------------------------------- | -------- |
| Brasilien (PMB)           | Platin                                                                 | 60.000   |
| Kanada (MC)               | Gold                                                                   | 40.000   |
| Vereinigte Staaten (RIAA) | Gold                                                                   | 500.000  |
| Insgesamt                 | 2× Gold · 1× Platin ·                                                  | 600.000  |

### Keep Holding On
| Land/Region               | Auszeichnungen für Musikverkäufe (Land/Region, Auszeichnung, Verkäufe) | Verkäufe  |
| ------------------------- | ---------------------------------------------------------------------- | --------- |
| Kanada (MC)               | Platin                                                                 | 20.000    |
| Vereinigte Staaten (RIAA) | Platin                                                                 | 1.600.000 |
| Insgesamt                 | 2× Platin ·                                                            | 1.620.000 |

### Girlfriend
| Land/Region                  | Auszeichnungen für Musikverkäufe (Land/Region, Auszeichnung, Verkäufe) | Verkäufe   |
| ---------------------------- | ---------------------------------------------------------------------- | ---------- |
| Australien (ARIA)            | 4× Platin                                                              | 280.000    |
| Belgien (BRMA)               | Gold                                                                   | 25.000     |
| Brasilien (PMB)              | Platin                                                                 | 60.000     |
| Dänemark (IFPI)              | Gold                                                                   | 45.000     |
| Deutschland (BVMI)           | Gold                                                                   | 150.000    |
| Italien (FIMI)               | —                                                                      | 25.000     |
| Japan (RIAJ)                 | 3× Platin + · Diamant (Ringtone)                                       | 1.750.000  |
| Kanada (MC)                  | 4× Platin + · 2× Platin (Ringtone)                                     | 400.000    |
| Neuseeland (RMNZ)            | Platin                                                                 | 30.000     |
| Österreich (IFPI)            | Gold                                                                   | 15.000     |
| Vereinigte Staaten (RIAA)    | 7× Platin · + Platin (Mastertone)                                      | 8.000.000  |
| Vereinigtes Königreich (BPI) | Platin                                                                 | 600.000    |
| Insgesamt                    | 4× Gold · 24× Platin · 1× Diamant ·                                    | 11.380.000 |

### When You’re Gone
| Land/Region                  | Auszeichnungen für Musikverkäufe (Land/Region, Auszeichnung, Verkäufe) | Verkäufe  |
| ---------------------------- | ---------------------------------------------------------------------- | --------- |
| Australien (ARIA)            | Platin                                                                 | 70.000    |
| Brasilien (PMB)              | Platin                                                                 | 60.000    |
| Japan (RIAJ)                 | Gold                                                                   | 100.000   |
| Kanada (MC)                  | 2× Platin                                                              | 160.000   |
| Neuseeland (RMNZ)            | Gold                                                                   | 15.000    |
| Vereinigte Staaten (RIAA)    | 2× Platin                                                              | 2.000.000 |
| Vereinigtes Königreich (BPI) | Gold                                                                   | 400.000   |
| Insgesamt                    | 3× Gold · 6× Platin ·                                                  | 2.805.000 |

### Hot
| Land/Region               | Auszeichnungen für Musikverkäufe (Land/Region, Auszeichnung, Verkäufe) | Verkäufe |
| ------------------------- | ---------------------------------------------------------------------- | -------- |
| Australien (ARIA)         | Gold                                                                   | 35.000   |
| Vereinigte Staaten (RIAA) | —                                                                      | 490.000  |
| Insgesamt                 | 1× Gold ·                                                              | 525.000  |

### The Best Damn Thing
| Land/Region     | Auszeichnungen für Musikverkäufe (Land/Region, Auszeichnung, Verkäufe) | Verkäufe |
| --------------- | ---------------------------------------------------------------------- | -------- |
| Brasilien (PMB) | Platin                                                                 | 60.000   |
| Insgesamt       | 1× Platin ·                                                            | 60.000   |

### Alice
| Land/Region     | Auszeichnungen für Musikverkäufe (Land/Region, Auszeichnung, Verkäufe) | Verkäufe |
| --------------- | ---------------------------------------------------------------------- | -------- |
| Japan (RIAJ)    | Gold                                                                   | 100.000  |
| Südkorea (KMCA) | —                                                                      | 133.000  |
| Insgesamt       | 1× Gold ·                                                              | 233.000  |

### Wavin’ Flag
| Land/Region | Auszeichnungen für Musikverkäufe (Land/Region, Auszeichnung, Verkäufe) | Verkäufe |
| ----------- | ---------------------------------------------------------------------- | -------- |
| Kanada (MC) | 3× Platin                                                              | 240.000  |
| Insgesamt   | 3× Platin ·                                                            | 240.000  |

### Bad Reputation
| Land/Region  | Auszeichnungen für Musikverkäufe (Land/Region, Auszeichnung, Verkäufe) | Verkäufe |
| ------------ | ---------------------------------------------------------------------- | -------- |
| Japan (RIAJ) | Gold                                                                   | 100.000  |
| Insgesamt    | 1× Gold ·                                                              | 100.000  |

### What the Hell
| Land/Region                  | Auszeichnungen für Musikverkäufe (Land/Region, Auszeichnung, Verkäufe) | Verkäufe  |
| ---------------------------- | ---------------------------------------------------------------------- | --------- |
| Australien (ARIA)            | 2× Platin                                                              | 140.000   |
| Italien (FIMI)               | Gold                                                                   | 15.000    |
| Japan (RIAJ)                 | 2× Platin                                                              | 500.000   |
| Kanada (MC)                  | 4× Platin                                                              | 320.000   |
| Mexiko (AMPROFON)            | Gold                                                                   | 30.000    |
| Neuseeland (RMNZ)            | Platin                                                                 | 15.000    |
| Vereinigte Staaten (RIAA)    | 4× Platin                                                              | 4.000.000 |
| Vereinigtes Königreich (BPI) | Platin                                                                 | 600.000   |
| Insgesamt                    | 2× Gold · 14× Platin ·                                                 | 5.620.000 |

### Smile
| Land/Region               | Auszeichnungen für Musikverkäufe (Land/Region, Auszeichnung, Verkäufe) | Verkäufe  |
| ------------------------- | ---------------------------------------------------------------------- | --------- |
| Australien (ARIA)         | Platin                                                                 | 70.000    |
| Vereinigte Staaten (RIAA) | Platin                                                                 | 1.000.000 |
| Insgesamt                 | 2× Platin ·                                                            | 1.070.000 |

### Here’s to Never Growing Up
| Land/Region                  | Auszeichnungen für Musikverkäufe (Land/Region, Auszeichnung, Verkäufe) | Verkäufe  |
| ---------------------------- | ---------------------------------------------------------------------- | --------- |
| Australien (ARIA)            | Platin                                                                 | 70.000    |
| Kanada (MC)                  | 3× Platin                                                              | 240.000   |
| Neuseeland (RMNZ)            | Gold                                                                   | 7.500     |
| Vereinigte Staaten (RIAA)    | 2× Platin                                                              | 2.000.000 |
| Vereinigtes Königreich (BPI) | Silber                                                                 | 200.000   |
| Insgesamt                    | 1× Silber · 1× Gold · 6× Platin ·                                      | 2.517.500 |

### Rock n Roll
| Land/Region  | Auszeichnungen für Musikverkäufe (Land/Region, Auszeichnung, Verkäufe) | Verkäufe |
| ------------ | ---------------------------------------------------------------------- | -------- |
| Japan (RIAJ) | Gold                                                                   | 100.000  |
| Insgesamt    | 1× Gold ·                                                              | 100.000  |

### Let Me Go
| Land/Region | Auszeichnungen für Musikverkäufe (Land/Region, Auszeichnung, Verkäufe) | Verkäufe |
| ----------- | ---------------------------------------------------------------------- | -------- |
| Kanada (MC) | Platin                                                                 | 80.000   |
| Insgesamt   | 1× Platin ·                                                            | 80.000   |

### Hello Kitty
| Land/Region               | Auszeichnungen für Musikverkäufe (Land/Region, Auszeichnung, Verkäufe) | Verkäufe |
| ------------------------- | ---------------------------------------------------------------------- | -------- |
| Vereinigte Staaten (RIAA) | —                                                                      | 5.000    |
| Insgesamt                 | —                                                                      | 5.000    |

### Head Above Water
| Land/Region               | Auszeichnungen für Musikverkäufe (Land/Region, Auszeichnung, Verkäufe) | Verkäufe  |
| ------------------------- | ---------------------------------------------------------------------- | --------- |
| Brasilien (PMB)           | Platin                                                                 | 40.000    |
| Kanada (MC)               | 2× Platin                                                              | 160.000   |
| Neuseeland (RMNZ)         | Gold                                                                   | 15.000    |
| Vereinigte Staaten (RIAA) | Platin                                                                 | 1.000.000 |
| Insgesamt                 | 1× Gold · 4× Platin ·                                                  | 1.215.000 |

### I Fell in Love with the Devil
| Land/Region     | Auszeichnungen für Musikverkäufe (Land/Region, Auszeichnung, Verkäufe) | Verkäufe |
| --------------- | ---------------------------------------------------------------------- | -------- |
| Brasilien (PMB) | Gold                                                                   | 20.000   |
| Insgesamt       | 1× Gold ·                                                              | 20.000   |

### Bite Me
| Land/Region     | Auszeichnungen für Musikverkäufe (Land/Region, Auszeichnung, Verkäufe) | Verkäufe |
| --------------- | ---------------------------------------------------------------------- | -------- |
| Brasilien (PMB) | Gold                                                                   | 20.000   |
| Kanada (MC)     | Platin                                                                 | 80.000   |
| Insgesamt       | 1× Gold · 1× Platin ·                                                  | 100.000  |

## Auszeichnungen nach Autorenbeteiligungen und Produktionen

### Breakaway (Kelly Clarkson)
| Land/Region                  | Auszeichnungen für Musikverkäufe (Land/Region, Auszeichnung, Verkäufe) | Verkäufe  |
| ---------------------------- | ---------------------------------------------------------------------- | --------- |
| Australien (ARIA)            | Gold                                                                   | 35.000    |
| Kanada (MC)                  | Gold                                                                   | 10.000    |
| Vereinigte Staaten (RIAA)    | Gold                                                                   | 2.182.000 |
| Vereinigtes Königreich (BPI) | Gold                                                                   | 400.000   |
| Insgesamt                    | 4× Gold ·                                                              | 2.573.000 |

### Cheers (Drink to That)(Rihanna)
| Land/Region                  | Auszeichnungen für Musikverkäufe (Land/Region, Auszeichnung, Verkäufe) | Verkäufe  |
| ---------------------------- | ---------------------------------------------------------------------- | --------- |
| Australien (ARIA)            | 3× Platin                                                              | 210.000   |
| Neuseeland (RMNZ)            | Platin                                                                 | 15.000    |
| Schweden (IFPI)              | Gold                                                                   | 20.000    |
| Vereinigte Staaten (RIAA)    | 2× Platin                                                              | 2.000.000 |
| Vereinigtes Königreich (BPI) | Gold                                                                   | 400.000   |
| Insgesamt                    | 2× Gold · 6× Platin ·                                                  | 2.645.000 |

## Auszeichnungen nach Videoalben

### I’m with You/Sk8er Boi
| Land/Region               | Auszeichnungen für Musikverkäufe (Land/Region, Auszeichnung, Verkäufe) | Verkäufe |
| ------------------------- | ---------------------------------------------------------------------- | -------- |
| Vereinigte Staaten (RIAA) | Platin                                                                 | 50.000   |
| Insgesamt                 | 1× Platin ·                                                            | 50.000   |

### Losing Grip/Complicated
| Land/Region               | Auszeichnungen für Musikverkäufe (Land/Region, Auszeichnung, Verkäufe) | Verkäufe |
| ------------------------- | ---------------------------------------------------------------------- | -------- |
| Vereinigte Staaten (RIAA) | Gold                                                                   | 25.000   |
| Insgesamt                 | 1× Gold ·                                                              | 25.000   |

### My World
| Land/Region                  | Auszeichnungen für Musikverkäufe (Land/Region, Auszeichnung, Verkäufe) | Verkäufe |
| ---------------------------- | ---------------------------------------------------------------------- | -------- |
| Argentinien (CAPIF)          | Platin                                                                 | 8.000    |
| Australien (ARIA)            | Platin                                                                 | 15.000   |
| Brasilien (PMB)              | Platin                                                                 | 50.000   |
| Frankreich (SNEP)            | Platin                                                                 | 50.000   |
| Japan (RIAJ)                 | Gold                                                                   | 100.000  |
| Kanada (MC)                  | 7× Platin                                                              | 70.000   |
| Vereinigtes Königreich (BPI) | Gold                                                                   | 25.000   |
| Insgesamt                    | 2× Gold · 11× Platin ·                                                 | 318.000  |

### The Best Damn Tour – Live in Toronto
| Land/Region | Auszeichnungen für Musikverkäufe (Land/Region, Auszeichnung, Verkäufe) | Verkäufe |
| ----------- | ---------------------------------------------------------------------- | -------- |
| Kanada (MC) | Gold                                                                   | 5.000    |
| Insgesamt   | 1× Gold ·                                                              | 5.000    |

### Live at Budokan: Bonez–Tour
| Land/Region  | Auszeichnungen für Musikverkäufe (Land/Region, Auszeichnung, Verkäufe) | Verkäufe |
| ------------ | ---------------------------------------------------------------------- | -------- |
| Japan (RIAJ) | Gold                                                                   | 100.000  |
| Insgesamt    | 1× Gold ·                                                              | 100.000  |

## Statistik und Quellen
| Land/RegionAuszeichnungen für Musikverkäufe (Land/Region, Auszeichnungen, Verkäufe, Quellen) | Silber     | Gold       | Platin         | Diamant     | Verkäufe    | Quellen                                                                                      |
| -------------------------------------------------------------------------------------------- | ---------- | ---------- | -------------- | ----------- | ----------- | -------------------------------------------------------------------------------------------- |
| Argentinien (CAPIF)                                                                          | —          | —          | 8× Platin8     | —           | 288.000     | capif.org.ar AR2                                                                             |
| Australien (ARIA)                                                                            | —          | 5× Gold5   | 26× Platin26   | —           | 1.940.000   | aria.com.au                                                                                  |
| Belgien (BRMA)                                                                               | —          | 5× Gold5   | —              | —           | 115.000     | ultratop.be                                                                                  |
| Brasilien (PMB)                                                                              | —          | 4× Gold4   | 14× Platin14   | —           | 1.065.000   | pro-musicabr.org.br                                                                          |
| Dänemark (IFPI)                                                                              | —          | 4× Gold4   | 3× Platin3     | —           | 205.000     | ifpi.dk                                                                                      |
| Deutschland (BVMI)                                                                           | —          | 5× Gold5   | 2× Platin2     | —           | 1.400.000   | musikindustrie.de                                                                            |
| Europa (IFPI)                                                                                | —          | —          | 4× Platin4     | —           | (4.000.000) | ifpi.org (Memento vom 1. Januar 2014 im Internet Archive)                                    |
| Finnland (IFPI)                                                                              | —          | Gold1      | —              | —           | 16.256      | ifpi.fi                                                                                      |
| Frankreich (SNEP)                                                                            | —          | 2× Gold2   | 2× Platin2     | —           | 550.000     | infodisc.fr snepmusique.com                                                                  |
| Griechenland (IFPI)                                                                          | —          | 3× Gold3   | —              | —           | 27.500      | Einzelnachweise                                                                              |
| Hongkong (IFPI/HKRIA)                                                                        | —          | —          | Platin1        | —           | 15.000      | Einzelnachweise                                                                              |
| Indonesien (ASIRI)                                                                           | —          | Gold1      | —              | —           | 5.000       | Einzelnachweise                                                                              |
| Irland (IRMA)                                                                                | —          | —          | 2× Platin2     | —           | 30.000      | irishcharts.ie                                                                               |
| Italien (FIMI)                                                                               | —          | 3× Gold3   | Platin1        | —           | 315.000     | fimi.it                                                                                      |
| Japan (RIAJ)                                                                                 | —          | 8× Gold8   | 6× Platin6     | 4× Diamant4 | 6.300.000   | riaj.or.jp JP2                                                                               |
| Kanada (MC)                                                                                  | —          | 3× Gold3   | 48× Platin48   | Diamant1    | 4.484.000   | musiccanada.com                                                                              |
| Mexiko (AMPROFON)                                                                            | —          | 2× Gold2   | 2× Platin2     | —           | 260.000     | amprofon.com.mx                                                                              |
| Neuseeland (RMNZ)                                                                            | —          | 8× Gold8   | 14× Platin14   | —           | 380.000     | aotearoamusiccharts.co.nz NZ2 NZ3                                                            |
| Niederlande (NVPI)                                                                           | —          | —          | Platin1        | —           | 80.000      | nvpi.nl                                                                                      |
| Norwegen (IFPI)                                                                              | —          | —          | 2× Platin2     | —           | 40.000      | ifpi.no (Memento vom 5. November 2012 im Internet Archive)                                   |
| Österreich (IFPI)                                                                            | —          | 2× Gold2   | 3× Platin3     | —           | 120.000     | ifpi.at                                                                                      |
| Polen (ZPAV)                                                                                 | —          | 2× Gold2   | —              | —           | 20.000      | olis.pl                                                                                      |
| Portugal (AFP)                                                                               | Silber1    | 3× Gold3   | —              | —           | 45.000      | Einzelnachweise                                                                              |
| Russland (NFPF)                                                                              | —          | Gold1      | 5× Platin5     | —           | 110.000     | https://web.archive.org/web/20090122213402/http://2m-online.ru/gold_n_platinum/ 2m-online.ru |
| Schweden (IFPI)                                                                              | —          | 2× Gold2   | Platin1        | —           | 95.000      | sverigetopplistan.se                                                                         |
| Schweiz (IFPI)                                                                               | —          | Gold1      | 4× Platin4     | —           | 170.000     | hitparade.ch                                                                                 |
| Singapur (RIAS)                                                                              | —          | 3× Gold3   | —              | —           | 15.000      | rias.org.sg                                                                                  |
| Spanien (Promusicae)                                                                         | —          | Gold1      | 2× Platin2     | —           | 210.000     | elportaldemusica.es                                                                          |
| Südkorea (KMCA)                                                                              | —          | —          | —              | —           | 133.000     | Einzelnachweise                                                                              |
| Taiwan (RIT)                                                                                 | —          | —          | 9× Platin9     | —           | 205.000     | Einzelnachweise                                                                              |
| Tschechien (IFPI)                                                                            | —          | Gold1      | —              | —           | 2.500       | Einzelnachweise                                                                              |
| Ungarn (MAHASZ)                                                                              | —          | 2× Gold2   | —              | —           | 18.000      | slagerlistak.hu                                                                              |
| Vereinigte Staaten (RIAA)                                                                    | —          | 6× Gold6   | 44× Platin44   | —           | 50.988.000  | riaa.com                                                                                     |
| Vereinigtes Königreich (BPI)                                                                 | 3× Silber3 | 6× Gold6   | 16× Platin16   | —           | 9.226.000   | bpi.co.uk                                                                                    |
| Insgesamt                                                                                    | 4× Silber4 | 84× Gold84 | 220× Platin220 | 5× Diamant5 |             |                                                                                              |